# Ліцензія ISC
Ліцензія ISC — дозвільна ліцензія вільного програмного забезпечення опублікована Internet Software Consortium, нині — Internet Systems Consortium (ISC). Ліцензія є функціональним еквівалентом ліцензій BSD та MIT, але без вимоги слідувати Бернської конвенції.
Ліцензію вперше було використано для ліцензування програмного забезпечення ISC, такого, як BIND та dig, пізніше вона стала бажаною ліцензією на внесків до OpenBSD і ліцензією за замовчуванням для npm пакунків.

## Текст ліцензії
```
Авторське право <РІК> <ВЛАСНИК>

Цим надається дозвіл на використання, копіювання, змінювання, і/або розповсюдження цього програмного продукту з будь-якою ціллю з чи без оплати, за умови, що подана вище замітка про авторське право і ці довзоли наявні в усіх копіях.

ПРОГРАМНИЙ ПРОДУКТ НАДАЄТЬСЯ "ЯК Є" І АВТОР ВІДХИЛЯЄ ВСІ ГАРАНТІЇ ЩОДО ЦЬОГО ПРОГРАМНОГО ПРОДУКТУ ВКЛЮЧНО З УСІМА ПРИПУСКНИМИ ГАРАНТІЯМИ МОЖЛИВОСТІ ПРОДАЖУ І ПРИДАДНОСТІ. У ЖОДНОМУ РАЗІ АВТОР НЕ МАЄ БУТИ ВІДПОВІДАЛЬНИМ ЗА БУДЬ-ЯКУ СПЕЦІАЛЬНУ, ПРЯМУ, НЕПРЯМУ АБО НАСЛІДКОВУ ШКОДУ, ЩО БУДЬ-ЯК РЕЗУЛЬТУЄ З НЕМОЖЛИВІСТІ КОРИСТУВАННЯ, ВТРАТИ ДАНИХ ЧИ ПРИБУТКУ В УМОВАХ ДОМОВЛЕНОСТІ, НЕДБАЛОСТІ ЧИ ІНШОГО ЗБИТКОВОГО ВИКОРИСТАННЯ, ЩО ПОСТАЄ З АБО У ЗВ'ЯЗКУ З ВИКОРИСТАННЯМ ЧИ ПРОДУКТИВНІСТЮ ЦЬОГО ПРОГРАМНОГО ПРОДУКТУ.
```

```
Copyright <YEAR> <OWNER>

Permission to use, copy, modify, and/or distribute this software for any purpose with or without fee is hereby granted, provided that the above copyright notice and this permission notice appear in all copies.

THE SOFTWARE IS PROVIDED "AS IS" AND THE AUTHOR DISCLAIMS ALL WARRANTIES WITH REGARD TO THIS SOFTWARE INCLUDING ALL IMPLIED WARRANTIES OF MERCHANTABILITY AND FITNESS. IN NO EVENT SHALL THE AUTHOR BE LIABLE FOR ANY SPECIAL, DIRECT, INDIRECT, OR CONSEQUENTIAL DAMAGES OR ANY DAMAGES WHATSOEVER RESULTING FROM LOSS OF USE, DATA OR PROFITS, WHETHER IN AN ACTION OF CONTRACT, NEGLIGENCE OR OTHER TORTIOUS ACTION, ARISING OUT OF OR IN CONNECTION WITH THE USE OR PERFORMANCE OF THIS SOFTWARE.
```